# Juan Carlos Zampiery
Juan Carlos Zampiery Rivarola (1989. szeptember 28. –) bolíviai labdarúgó, a Jorge Wilstermann hátvédje.